# Чуека
Чуека је део Мадрида који се налази северно од центра града, који важи за "екстравагантно геј место, које је инклузивно без обзира на сексуалну оријентацију".. Простор је постао популарно место за мадридску геј - заједницу, са много ЛГБТ и ЛГБТ пријатељски настројеним продавницама и локалима, нарочио од 2007. године када је Мадрид био домаћин Европрајда.

## Уметност
У последњих неколико година Чуека је постала центар геј-уметности. На фестивалу "Видљиво", који се одржава сваке године у време геј прајда, могли су се видети радови Жан Коктоа, Дејвида Хокнеја, Тома од Финске и Роберта Гонзалеса Фернандеса. Емисије као што је "Од барова до изложби" аутора Данијела Гарбаде или илустрације "Чуека" су неки од примера кроз које се одражава либералност овог дела Мадрида. Чуека је такође једно од популарних места за снимање филмова.